# Bandidus hyalinus
Bandidus hyalinus is een insect uit de familie van de mierenleeuwen (Myrmeleontidae), die tot de orde netvleugeligen (Neuroptera) behoort. 
Bandidus hyalinus is voor het eerst wetenschappelijk beschreven door Tillyard in 1916.